# Mainichi Broadcasting System
Mainichi Broadcasting System, Inc. (株式会社毎日放送, Kabushiki-gaisha Mainichi Hōsō, MBS) est une chaine de télévision (et également une station de radio) basée à Osaka au Japon et affiliée avec la chaîne Japan Radio Network, la National Radio Network, la Japan News Network et TBS Network. L'entreprise MBS est aussi l'une des actionnaires majeures de la chaîne Tokyo Broadcasting System, TV Tokyo Corporation, RKB Mainichi Broadcasting Corporation, BS-TBS, Incorporated et de FM 802 Co., Ltd.

## Slogan publicitaire
- « The Lion on Channel 4 » (らいよんチャンネル?) - La raison pour laquelle la mascotte de MBS est Liyon-chan (らいよんチャン?).

## Programmes TV
Détente
- MBS News (MBSニュース)

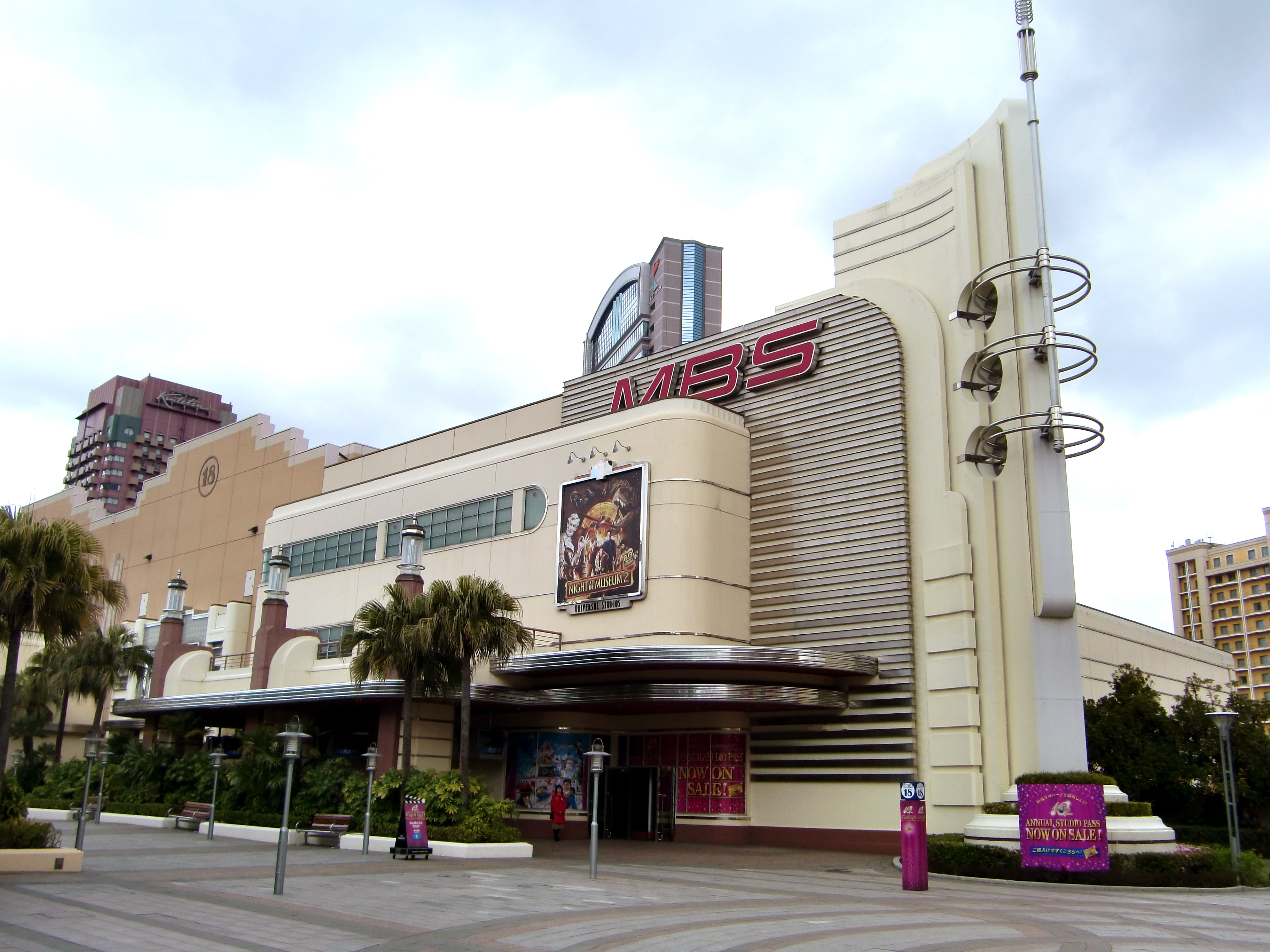
Studio de MBS

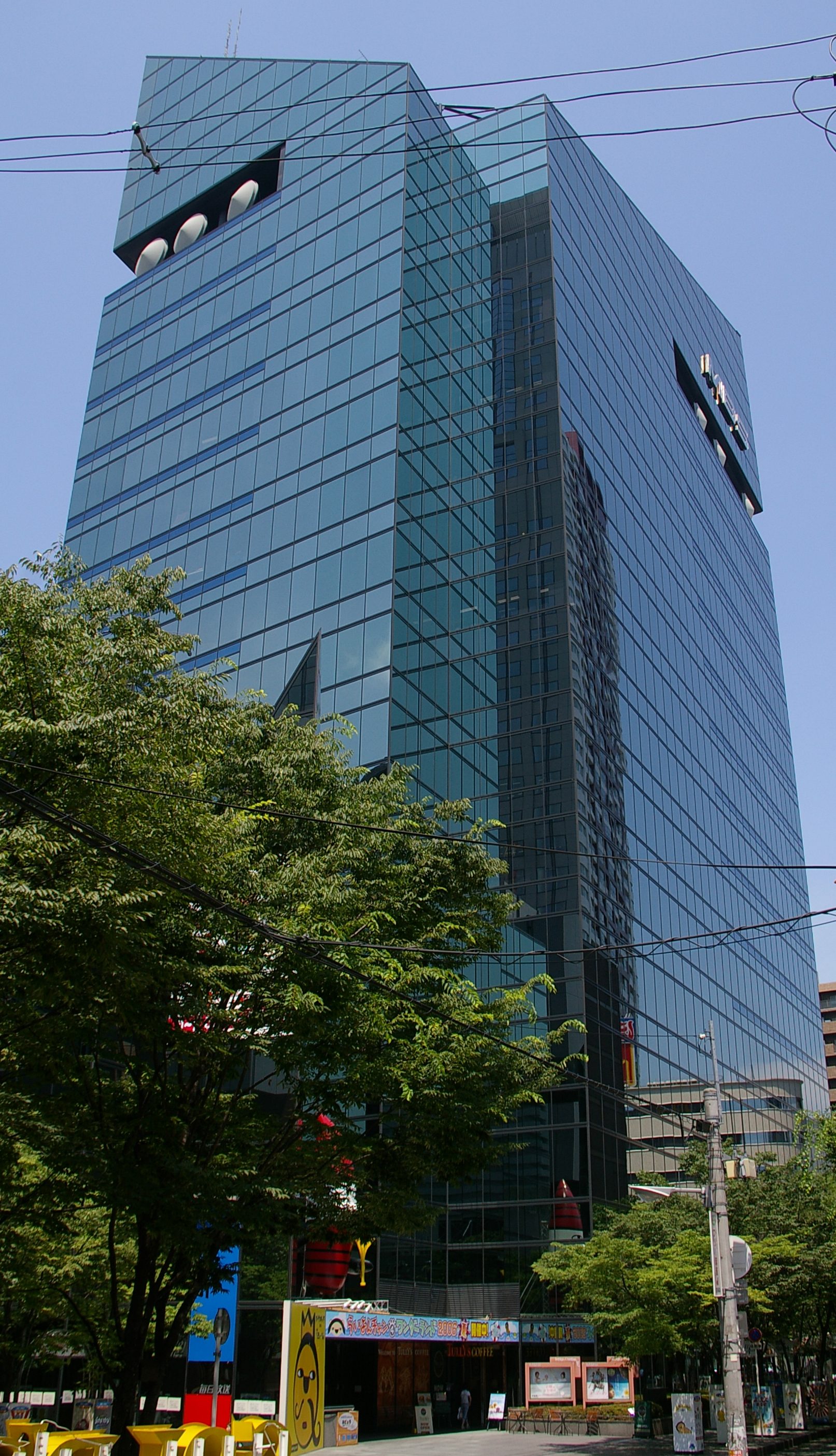
Quartier chef de MBS à Osaka au Japon

- VOICE - Les nouvelles sur MBS de 5h00 à 6h40 du matin, tous les jours de la semaine.

Informations
- Bang, bang, bang (バンバンバン)  - Vendredi (nationalcast)
- Chichin Puipui (ちちんぷいぷい) - Jours de la semaine
- Shittoko! (知っとこ!) - Samedi (nationalcast)
- Seyanen! (せやねん!) - Samedi

Variété
- Tutoriel dessin du mardi! (チュー's DAY コミックス 侍チュート!) - Mardi (nationalcast)
- Le restaurant de Maki (水野真紀の魔法のレストラン) - Mercredi
- Akashiya TV (痛快!明石家電視台) - Lundi
- Baribari Value (世界バリバリバリュー) - end → Teppan Note (明日使える心理学 テッパンノート) - end → TV tte yatsu wa! → Kumepipo → programme spécial → - Mercredi (nationalcast)

Dramas produits par MBS (- mars 2009)
- Dorama 30 era (- septembre 2008)
  - Inochino Gembakara (いのちの現場から)
  - Ya, Ku, So, Ku (ヤ・ク・ソ・ク)
  - Designer (デザイナー)
  - Shin Inochino Gembakara (新・いのちの現場から)
  - The Daughter at the Public Sento!? (銭湯の娘!?)
  - Shin Inochino Gembakara 2 (新・いのちの現場から2)
  - Gakincho~Return Kids~ (がきんちょ ～リターン・キッズ～), etc.

- Hirudora era (novembre 2008 - mars 2009)
  - Les pandas viennent en ville (パンダが町にやってくる)
  - Ochaberi (おちゃべり)

Sport
- Championnat du Japon de baseball (猛虎V奪回へ!不動心, match de baseball avec l'équipe des Hanshin Tigers)
- Tournoi de baseball dans les salles de lycées (選抜高等学校野球大会, finale et demi-finale)
- Tournoi national lycéen du Japon de rugby à XV (全国高等学校ラグビーフットボール大会)
- Koshien Bowl (甲子園ボウル, championnat de football américain)
- Tournoi de golf (Tsuruya Open)
- Tournoi de golf des dames

## Évènements spéciaux organisés par MBS
- Radio de MBS (MBSラジオまつり)
- La Symphonie n° 9 de Beethoven (サントリー1万人の第九), etc.

## Autres stations dans la région de Kansai

### Radio et TV
- Asahi Broadcasting Corporation (朝日放送, JRN･NRN･ANN)
- Kyoto Broadcasting System (京都放送, NRN･UHF)

### TV seulement
- Kansai TV (関西テレビ, FNN)
- Yomiuri TV (読売テレビ, NNN)
- TV Osaka (テレビ大阪, TXN)
- SUN-TV (サンテレビ, UHF)
- Nara TV (奈良テレビ, UHF)
- Biwako Broadcasting (びわ湖放送, UHF)
- TV Wakayama (テレビ和歌山, UHF)

### Radio seulement
- Radio Osaka (ラジオ大阪, NRN)
- Radio Kansai (ラジオ関西, independent)
- FM OSAKA (JFN)
- FM 802 (JFL)

現在
ひるおび!AKB48 2014年11月10日～
過去
～2014年9月21日
ひるおび!AKB48 2014年9月22日～2014年10月1日
[2014/10/02(木)] 江藤　愛(TBSアナウンサー)
[2014/10/03(金)] アジア大会2014韓国仁川
[2014/10/06(月)] 江藤　愛(TBSアナウンサー）
ひるおび!AKB48 2014年10月7日～2014年10月27日
[2014/10/28(火)] 江藤　愛(TBSアナウンサー)
[2014/10/29(水)] 江藤　愛(TBSアナウンサー)
ひるおび!AKB48 2014年10月30日～2014年11月5日
[2014/11/06(木)] 江藤　愛(TBSアナウンサー)
[2014/11/07(金)] 江藤　愛(TBSアナウンサー)